# ストリートライフ・セレナーデ
ストリートライフ・セレナーデ（Streetlife Serenade）は、ビリー・ジョエルが1974年に発表したサード・アルバム。

## 解説
前2作に続き、ロサンゼルスでレコーディングされた。ビルボードのアルバム・チャートで35位に達した。シングル「エンターテイナー」は全米34位、ビリーのシングルとしては2曲目の全米トップ40入りとなった。
発表当時は日本発売が見送られ、ビリーが初の日本公演を成功させた1978年に日本初登場となった。

## 収録曲
全曲ビリー・ジョエル作。4. 10.はインストゥルメンタル。
1. 街の吟遊詩人は… - "Streetlife Serenader" - 5:18
2. ロスアンジェルス紀行 - "Los Angelenos" - 3:41
3. 場末じみた場面 - "The Great Suburban Showdown" - 3:46
4. ルート・ビアー・ラグ - "Root Beer Rag" - 3:01
5. ロバータ/街の恋物語 - "Roberta" - 4:34
6. エンターテイナー - "The Entertainer" - 3:41
7. ビッグ・タイム・スペンダー - "Last of the Big Time Spenders" - 4:35
8. 週末の歌 - "Weekend Song" - 3:31
9. スーベニア - "Souvenir" - 2:00
10. メキシカン・コネクション - "The Mexican Connection" - 3:37

## 参加ミュージシャン
- ビリー・ジョエル - ボーカル、ピアノ、キーボード、モーグ・シンセサイザー
- エモリー・ゴーディ - ベース
- ラリー・ネクテル - ベース
- ウィルトン・フェルダー - ベース
- ロン・タット - ドラムス
- ゲイリー・ダルトン - ギター
- リチャード・ベネット - ギター
- マイク・ディージー - ギター
- Roj Rathor - ギター
- アル・ハーツバーグ - ギター
- ドン・エヴァンス - ギター
- アート・マンソン - ギター
- マイケル・スチュワート - ギター
- トム・ホワイトホース - ペダル・スティール、バンジョー
- ジョー・クレイトン - コンガ
- ウィリアム・スミス - オルガン